# Sony α
Sony α (Sony Alpha) es una gama de cámaras fotográficas réflex digitales manufacturadas por Sony. Son las sucesoras de las Konica Minolta, compañía que abandonó el negocio de las cámaras digitales, vendiéndolo a Sony en 2006. 

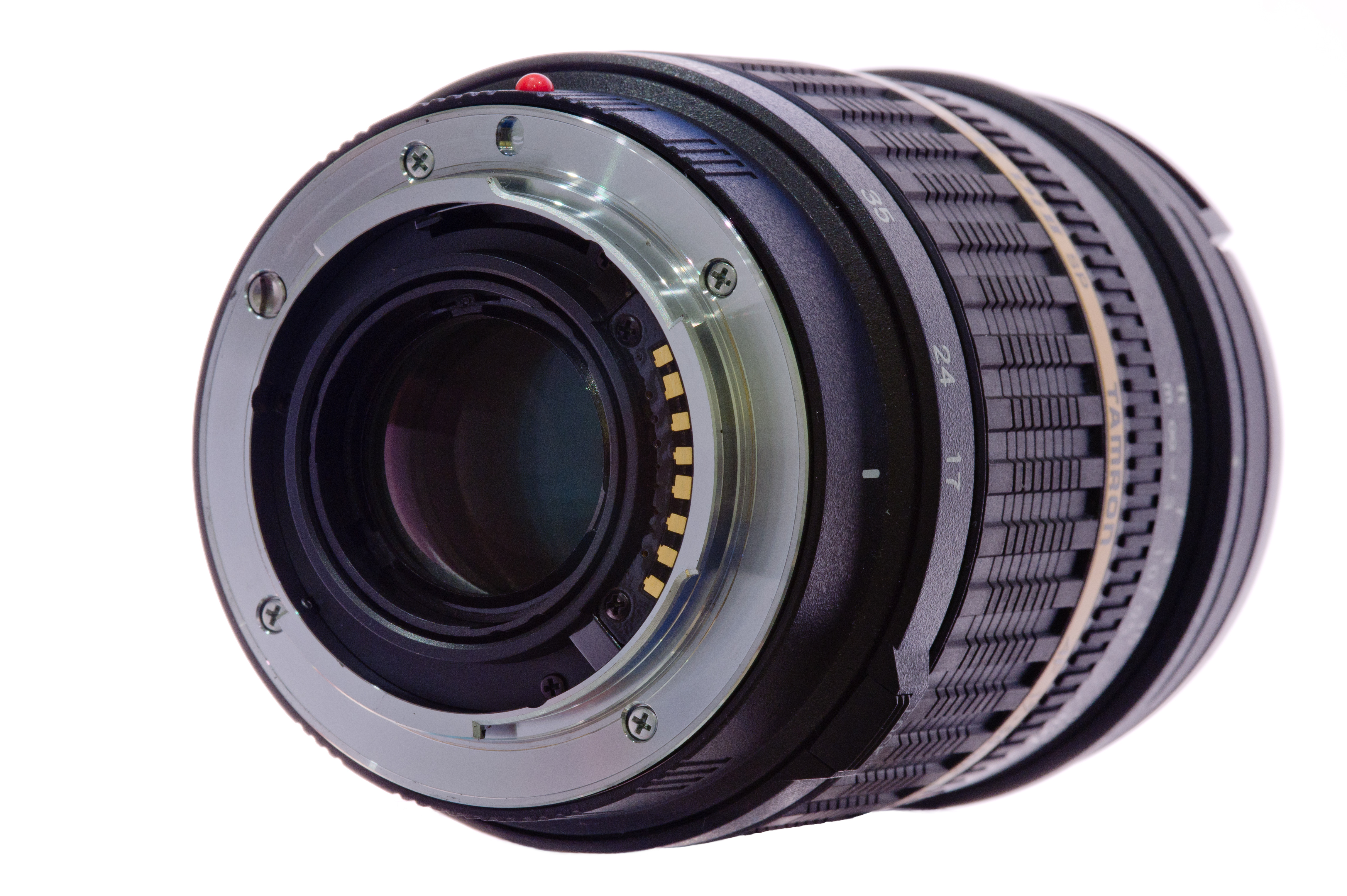
Montura Sony α en un Tamron SP 17-50mm F2.8.

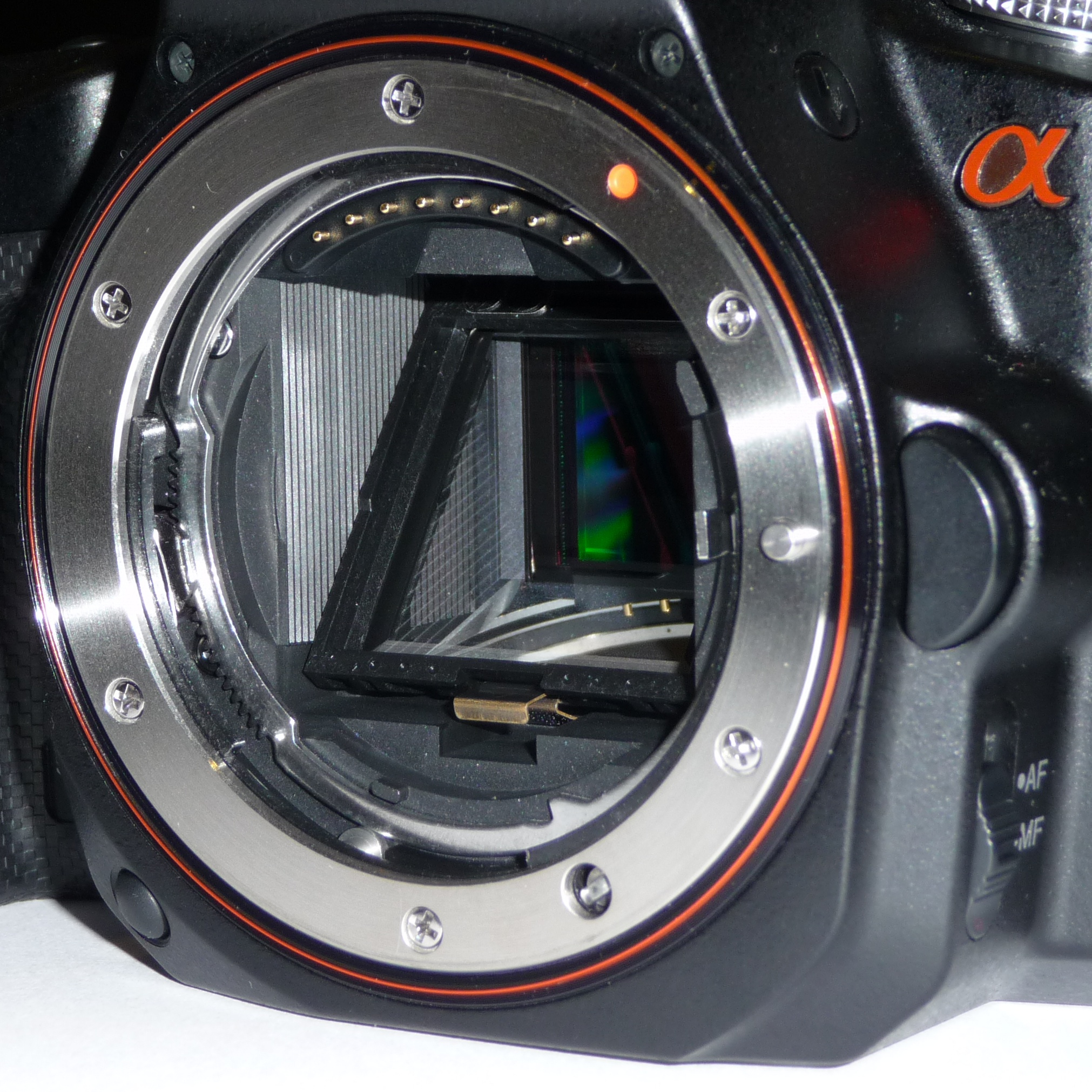
Montura Sony α en una cámara α33.

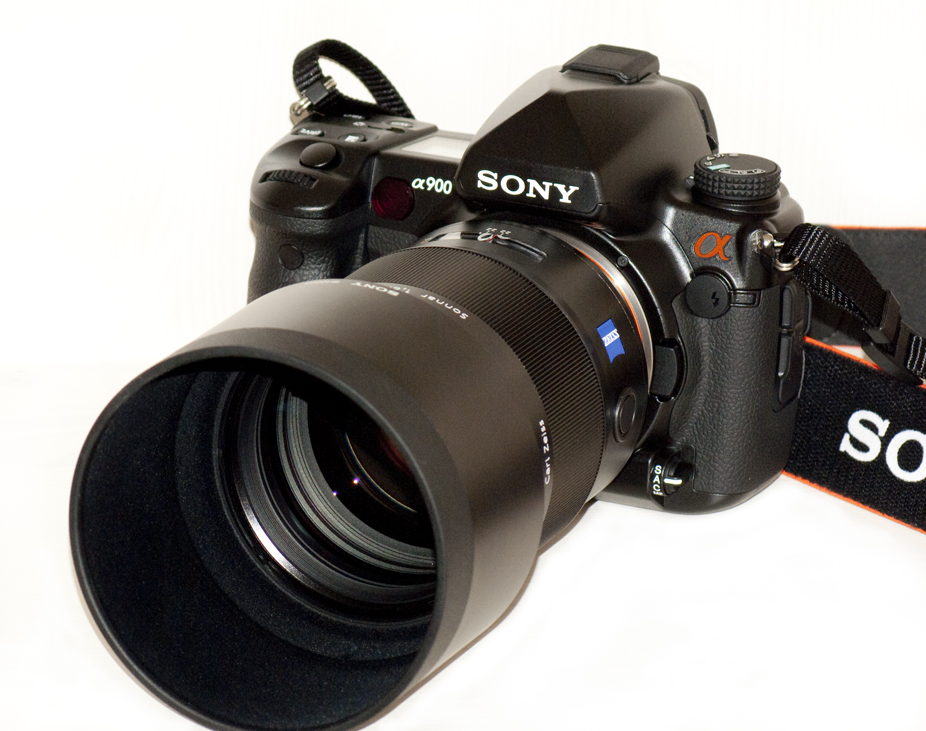
Sony α900 con un Carl Zeiss 135 mm f / 1,8 de la gama alta de cámaras α-System

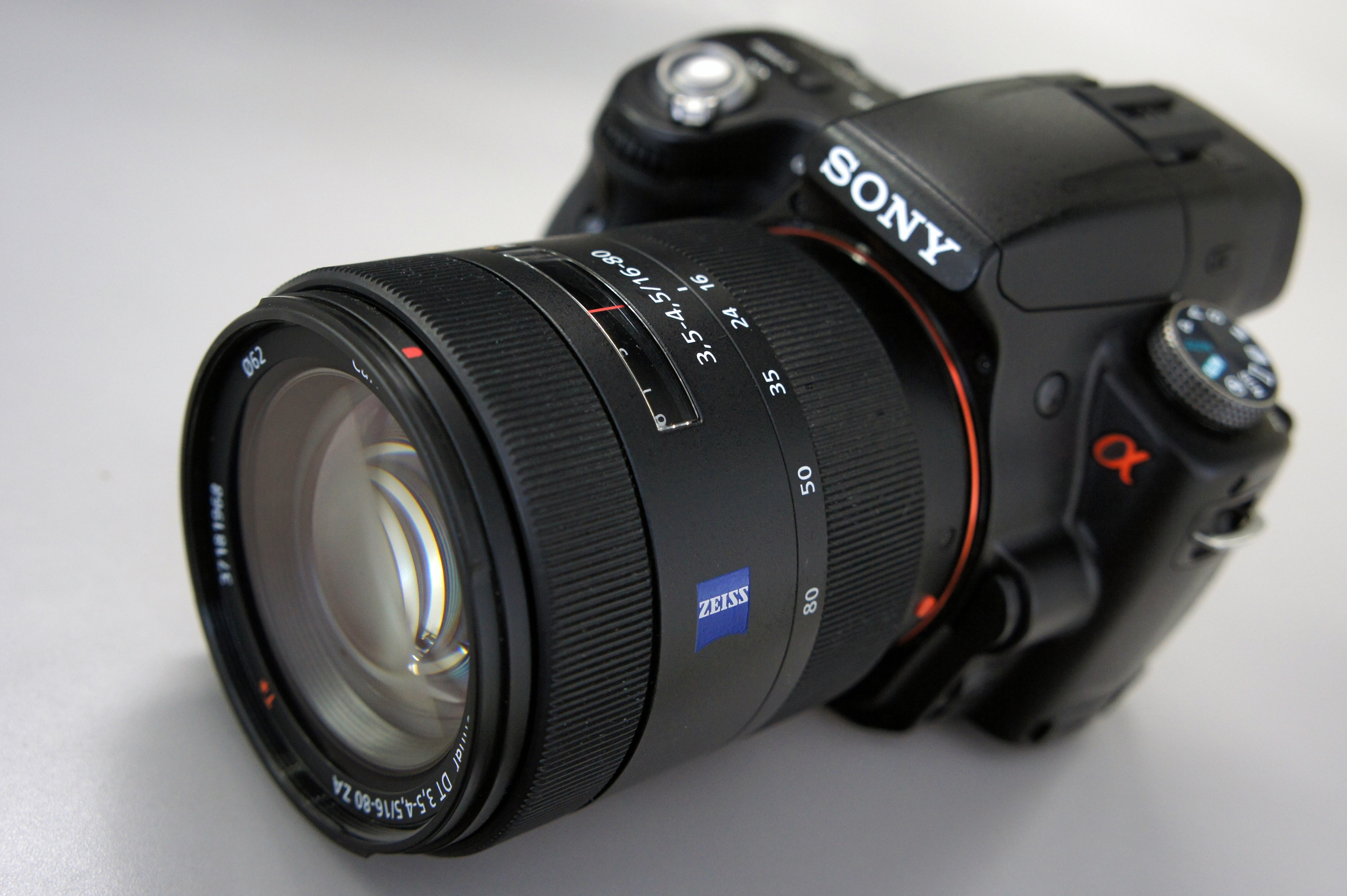
Sony α55 con un Sony 1680Z (Carl Zeiss)

Sony opta por el nombre comercial de Alpha por usar el tipo de montura de objetivo del mismo nombre usado por Minolta.
Salvo la α900 y la α850, estas cámaras utilizan formato APS-C con factor de multiplicación de la distancia focal de 1,5x. Son compatibles con las lentes autofocus de sus predecesoras Minolta, como así también de objetivos de otras marcas, tales como Tokina, Tamron, Sigma, etc, diseñados para esta montura.
Todos los modelos incluyen en el cuerpo un sistema de estabilizador de imagen mecánico (Super Steady Shot), el cual reduce la trepidación y permite disparar hasta tres pasos de diafragma extra para que las tomas no salgan movidas. La ventaja que implica este sistema, es que el usuario no debe invertir dinero extra en lentes estabilizados ópticamente.

## Modelos
- Sony α100 (descatalogada) : lanzada en 2006. Modelo basado en la Konica-Minolta Dynax 5D. CCD de 10.2Sony α100 (descatalogada) : lanzada en 2006. Modelo basado en la Konica-Minolta Dynax 5D. CCD de 10.2MP.
- Sony α700: lanzado en 2007. Modelo más avanzado (primer reflex digital con salida HDMI), sustituye a la Konika-Minolta D. 12.2 Mpixeles. A diferencia de la α100, la α700 incluye un sensor CMOS. Mejora dramáticamente los niveles de ruido en altas sensibilidades ISO y cuenta con un sistema rápido y sofisticado de autofoco entre otras virtudes.
- Sony α200 (descatalogada): presentada a principios de enero de 2008: CCD de 10,80 MP (efectivos:10,20 MP), TFT de 2,70 pulgadas.
- Sony α300 (descatalogada): presentada en la PMA de enero de 2008, es el primer modelo de Sony con Live View, incluye además pantalla rotatoria de 2,70 pulgadas.
- Sony α350 (descatalogada): presentada en la PMA de enero de 2008, incorpora junto a la α350 Live View y un sensor de 14.2 MP y pantalla rotatoria de 2,70 pulgadas.
- Sony α900: presentada en septiembre de 2008, es la primera reflex de Sony con sensor de fotograma completo ("full frame") y la de mayor resolución del mundo en su tipo: 24 Megapixels. Además es a la fecha la única reflex de fotograma completo en incorporar estabilizador de imagen en el cuerpo.
- Sony α230: presentada en mayo de 2009: CCD de 10,20 MP efectivos y LCD de 2,70 pulgadas.

Las tres cámaras presentadas en mayo de 2009: 230, 330 y 380 presentan como prácticamente única novedad el diseño, los materiales y la empuñadura que han mejorado notablemente respecto a sus predecesoras.
- Sony α330: presentada en mayo de 2009: CCD de 10,80 MP (efectivos:10,20 MP) y LCD de 2,70 pulgadas.
- Sony α380: presentada en mayo de 2009: CCD de 14,90 MP (efectivos:14,20 MP) y LCD de 2,70 pulgadas.
- Sony α500: presentada en agosto de 2009 (IFA): nuevo sensor CMOS y nuevo sistema de previsualización, además de velocidades de disparo. CMOS Exmor de 12,30 MP (efectivos:12,30 MP) y TFT de 3,00 pulgadas.
- Sony α550: presentada en agosto de 2009 (IFA): nuevo sensor CMOS y nuevo sistema de previsualización, además de velocidades de disparo. CMOS Exmor de 14,20 MP (efectivos:14,20 MP) y TFT de 3,00 pulgadas.
- Sony α850: presentada en agosto de 2009 (IFA): es la segunda cámara réflex de formato completo de Sony, es prácticamente igual a la α900 pero mucho más económica. Cuenta con un sensor CMOS Exmor de 24,60 MP (efectivos:24,60 MP) y TFT de 3,00 pulgadas, por supuesto el factor de multiplicación ya no es de 1,5x, sino inexistente (1,00x).
- Sony α450: presentada en enero de 2010: CMOS de 14,60 MP (efectivos:14,20 MP) y TFT de 2,70 pulgadas. Incluye entre sus pocas novedades la nueva función bautizada por Sony como Auto HDR.
- Sony α290: presentada junio de 2010: CCD de 14,90 MP (efectivos:14,20 MP) y TFT de 2,70 pulgadas.
- Sony α390: presentada junio de 2010: CCD de 14,90 MP (efectivos:14,20 MP) y TFT de 2,70 pulgadas.
- Sony α580: presentada junio de 2010: CCD de 16,20 MP y TFT de 2,70 pulgadas.

En mayo de 2010 Sony presenta las nuevas cámaras Sony de objetivos intercambiables bautizadas como NEX, cámaras de objetivos intercambiables sin espejo conocidas como EVIL (Electronic Viewfinder Interchangeable Lens, a diferencia de la gama reflex Alpha usan un tipo de montura distinto, montura E: Sony NEX-3, Sony NEX-5, Sony NEX-C3, Sony NEX-5N, Sony NEX-7, Sony NEX-F3, Sony NEX-5R, Sony NEX-6, Sony NEX-3N, Sony NEX-5T, Sony α3000, Sony α7, Sony α7R, Sony α5000, Sony α6000, Sony α3500, Sony α7S, Sony α5100, Sony α7 II, Sony α7R II, Sony α7S II, Sony a7 III, Sony αQX1, Sony a6300, Sony a6500, Sony a9, Sony a7R III, Sony a6400, Sony a6100, Sony a6600, Sony a9 II, Sony a7R IV, Sony a7S III

### Modelos SLT
- Sony α33: Presentada en agosto de 2010: Sensor CMOS Exmor™ APS HD 14,2 M, Live View, vídeo Full HD AVCHD, 7 fps, LCD 7,5 cm.
- Sony α55: Presentada en agosto de 2010: Sensor CMOS Exmor™ APS HD 16,2 M, Live View, Full HD AVCHD, 10 fps, LCD 7,5 cm, GPS.
- Sony α35: Presentada en agosto de 2011: Sensor CMOS Exmor™ APS HD 16,2 M, Live View, vídeo Full HD AVCHD, 5,5 fps, LCD de 7,5 cm, barrido panorámico 3D.
- Sony α65: Presentada en octubre de 2011:CMOS Exmor™ APS HD de 24,3 megapíxeles, Full HD AVCHD, 24/60p, 10 fps, LCD de 7,5 cm.
- Sony α77: Presentada en octubre de 2011: CMOS Exmor™ APS HD de 24,3 megapíxeles, Full HD AVCHD, 24/60p, 12 fps, LCD de 7,5 cm de 3 posiciones, GPS.
- Sony α57: Presentada en marzo de 2012: CMOS Exmor™ de 16 megapíxeles, Full HD AVCHD, 24/60 p, 12 fps, LCD de 7,5 cm.
- Sony α37: Presentada en mayo de 2012: CMOS Exmor™ de 16 megapíxeles, Full HD AVCHD, 24/60p, 7 fps, LCD de 6,7 cm.
- Sony α99: Presentada en agosto de 2012: CMOS Exmor™ de 24 megapíxeles Full Frame, Full HD ACVHD, 24/60p, 6 fps, LCD de 7,5 cm y GPS incorporado.
- Sony α58: Presentada en febrero de 2013: CMOS Exmor™ de 20,1 megapíxeles, Full HD AVCHD, 24/30p, 8 fps, LCD de 6,7 cm.
- Sony α77II: Presentada en mayo de 2014: CMOS Exmor™ de 24,3 megapíxeles, Procesador Bionz X, Full HD XAVS-C, 24/60p, 12 fps, LCD de 6,7 cm.
- Sony α68: Presentada en diciembre de 2015: CMOS Exmor™ de 24 megapíxeles, Procesador Bionz X, Full HD XAVS-C, 24/30p, 8 fps, LCD de 6,7 cm.
- Sony α99II: Presentada en septiembre de 2016: CMOS Exmor™ de 42,4 megapíxeles, Procesador Bionz X, Full HD XAVS-C, 24/60p, 12 fps, LCD de 6,7 cm.